# كأس الدوري الأمريكي لكرة السلة
كأس الدوري الأمريكي لكرة السلة هو بطولة سنوية تنظمها الرابطة الوطنية لكرة السلة (NBA) خلال الموسم العادي. أُعلنت البطولة رسميًا في 8 يوليو 2023، وانطلقت لأول مرة في موسم الدوري الأمريكي لكرة السلة 2023–24. كان أول إصدار للبطولة يُعرف باسم "البطولة داخل الموسم".
تتبع البطولة نظامًا متعدد المراحل، يبدأ بدور المجموعات ثم ينتقل إلى أدوار إقصائية بنظام خروج المغلوب. يتألف دور المجموعات من ثلاث مجموعات في كل مؤتمر، وكل مجموعة تضم خمسة فرق، ليكون المجموع ست مجموعات. تخوض كل فرقة أربع مباريات في دور المجموعات، وتُحتسب نتائجها في ترتيب مجموعات كأس الدوري وكذلك في ترتيب الموسم العادي. يتأهل الفائزون بكل مجموعة، بالإضافة إلى فريق واحد من كل مؤتمر يتم اختياره كـ"وايلد كارد"، إلى الأدوار الإقصائية. وتُقام آخر جولتين من الأدوار الإقصائية في ملعب محايد.
يحصل الفريق الفائز على الكأس، الذي يُعرف أيضًا باسم كأس الدوري الأمريكي لكرة السلة (NBA Cup)، وينال كل لاعب من الفريق الفائز جائزة مالية، بلغت 500,000 دولار أمريكي في نسخة عام 2023. كان لوس أنجلوس ليكرز أول فريق يحرز اللقب، واختير ليبرون جيمس كأفضل لاعب في البطولة.

## التاريخ
ناقش مسؤولو إن بي أي فكرة تنظيم بطولة داخل الموسم لمدة لا تقل عن 15 عامًا قبل أن يتم تقديمها رسميًا. على مدار عقود، كانت الإن بي أي قلقة بشأن محاولتها منافسة الدوري الوطني لكرة القدم الأمريكية (NFL) من حيث نسب المشاهدة والاهتمام، إذ تتزامن مباريات الموسم العادي لكلا البطولتين خلال شهري نوفمبر وديسمبر من كل عام.
في 6 يوليو 2023، أعلنت الإن بي أي أنها ستنظم أول بطولة داخل الموسم خلال الفترة من 3 نوفمبر حتى 9 ديسمبر. وفي 8 يوليو، كشفت الرابطة تفاصيل البطولة؛ وأُعلنت قرعة المجموعات، وجُدولت مباريات نصف النهائي والنهائي في تي موبايل أرينا في لاس فيغاس ستريب. فاز لوس أنجلوس ليكرز على إنديانا بايسرز في المباراة النهائية ليتوج بأول لقب في كأس الدوري الأمريكي لكرة السلة (NBA Cup).
أقيمت النسخة الثانية من كأس الدوري الأمريكي لكرة السلة في الفترة من 12 نوفمبر حتى 17 ديسمبر 2024، مع استضافة نصف النهائي والنهائي مرة أخرى في تي موبايل أرينا للعام الثاني على التوالي. فاز ميلووكي باكس على أوكلاهوما سيتي ثاندر في المباراة النهائية ليحرز لقب النسخة الثانية من البطولة.

## الرعاية
في 2 فبراير 2024، أعلنت شركة الطيران طيران الإمارات عن صفقة طويلة الأمد مع الإن بي أي، تتضمن حقوق تسمية كأس الدوري الأمريكي لكرة السلة (NBA Cup). في 13 ديسمبر 2024، دعت منظمة اللاجئين الدولية الـإن بي أي إلى تعليق شراكتها مع دولة الإمارات العربية المتحدة بسبب دورها في تأجيج الحرب الأهلية السودانية. وأوضحت المنظمة أن بدلاً من إضفاء الشرعية على الإمارات عبر الرعاية، يجب على الـإن بي أي إعادة تقييم شراكتها مع طيران الإمارات واستخدام نفوذها للضغط على الإمارات لإنهاء تدخلها في الحرب في السودان. وقد أثيرت مخاوف مماثلة خلال المباريات الاستعراضية التي نظمتها الـإن بي أي في أبوظبي من 4 إلى 6 أكتوبر 2024. ووجهت هيومن رايتس ووتش اتهامات للـإن بي أي بالغسيل الرياضي لحقوق الإنسان في الإمارات، داعيةً إياها إلى إلغاء المباريات بسبب التورط الإماراتي في الحرب السودانية.

## الصيغة
تتبع البطولة صيغة مشابهة لبطولات متعددة المراحل تقام داخل الموسم مثل كأس مفوضة الاتحاد الوطني لكرة السلة النسائية والبطولات المماثلة في كرة القدم. تتضمن قواعد البطولة ما يلي:
- يُقسَّم كل مؤتمر إلى ثلاث مجموعات، تضم كل مجموعة خمس فرق، ليصبح المجموع ست مجموعات. يتم اختيار أفضل ثلاثة فرق (بحسب نتائج الموسم السابق) وتوزيعها عشوائيًا على المجموعات الثلاث، ثم يتم توزيع الفرق الثلاثة التالية عشوائيًا، وهكذا.
- تُنظم بطولة بنظام الدوري داخل كل مجموعة: تُلعب المباريات يومي الثلاثاء والجمعة خلال نوفمبر، بحيث يخوض كل فريق مباراة واحدة ضد كل من الفرق الأخرى في مجموعته، ليصبح المجموع أربع مباريات (اثنتان على أرضه واثنتان خارجها). وتُحتسب هذه المباريات ضمن كل من ترتيب مجموعات كأس الدوري والموسم العادي.
- تتأهل أربعة فرق من كل مؤتمر إلى بطولة بنظام الإقصاء الفردي: الثلاثة الفائزون بالمجموعات إضافة إلى الفريق صاحب أفضل سجل بين الفرق التي احتلت المركز الثاني كـ"وايلد كارد".
- تستضيف مباريات ربع النهائي الفريقان صاحبا أفضل سجل في مباريات المجموعات لكل مؤتمر، ويستضيف الفريق صاحب أفضل سجل مباراة ضد الفريق "الوايلد كارد". إذا تعادلت فرق أو أكثر على المركز الأعلى، يتم كسر التعادل وفقًا للبروتوكول الموضح أدناه.
- تُقام مباريات نصف النهائي والمباراة النهائية في لاس فيغاس.
- لا تُحتسب المباراة النهائية ضمن الموسم العادي.
- في بطولة 2023، حصل كل لاعب من الفريق الفائز بالبطولة على 500,000 دولار، بينما حصل اللاعبون في الفريق الوصيف على 200,000 دولار. أما اللاعبون في الفريقين الخاسرين بنصف النهائي، فحصل كل منهم على 100,000 دولار، واللاعبون في الفرق الأربعة التي خسرت في ربع النهائي حصلوا على 50,000 دولار لكل منهم.[15]

في حال تعادل فريقين أو أكثر ضمن مجموعة بنهاية دور المجموعات، يتم كسر التعادل وفقًا للتسلسل التالي:
- سجل المواجهات المباشرة ضمن دور المجموعات.
- فارق النقاط في دور المجموعات.
- إجمالي النقاط المسجلة في دور المجموعات.
- سجل الموسم العادي في الموسم السابق.
- قرعة عشوائية (إذا استمر التعادل بعد تطبيق المعايير السابقة).

إذا تعادلت فرق أو أكثر على بطاقة "الوايلد كارد" بعد حسم تعادلات المجموعات، يتم كسر التعادل بنفس المعايير المذكورة أعلاه (باستثناء سجل المواجهات المباشرة في دور المجموعات).
ذكرت رابطة لاعبي كرة السلة الوطنية (NBPA)، وهي نقابة اللاعبين، في عام 2023 أن العديد من اللاعبين اعترضوا على استخدام فارق النقاط وإجمالي النقاط المسجلة كمعايير كسر التعادل. ووفقًا لأحد التقارير، فإن هذه المعايير شجعت الفرق على "توسيع الفارق" وهو ما يتعارض مع القواعد غير المعلنة للعبة. واقترح اللاعبون والمدربون وموظفو الدوري بدائل أخرى لمعايير كسر التعادل، مثل تحديد حد أقصى لفارق النقاط لكل مباراة، أو استخدام عدد الفترات التي يتفوق فيها الفريق على خصمه كمقياس.

## الأزياء والملاعب

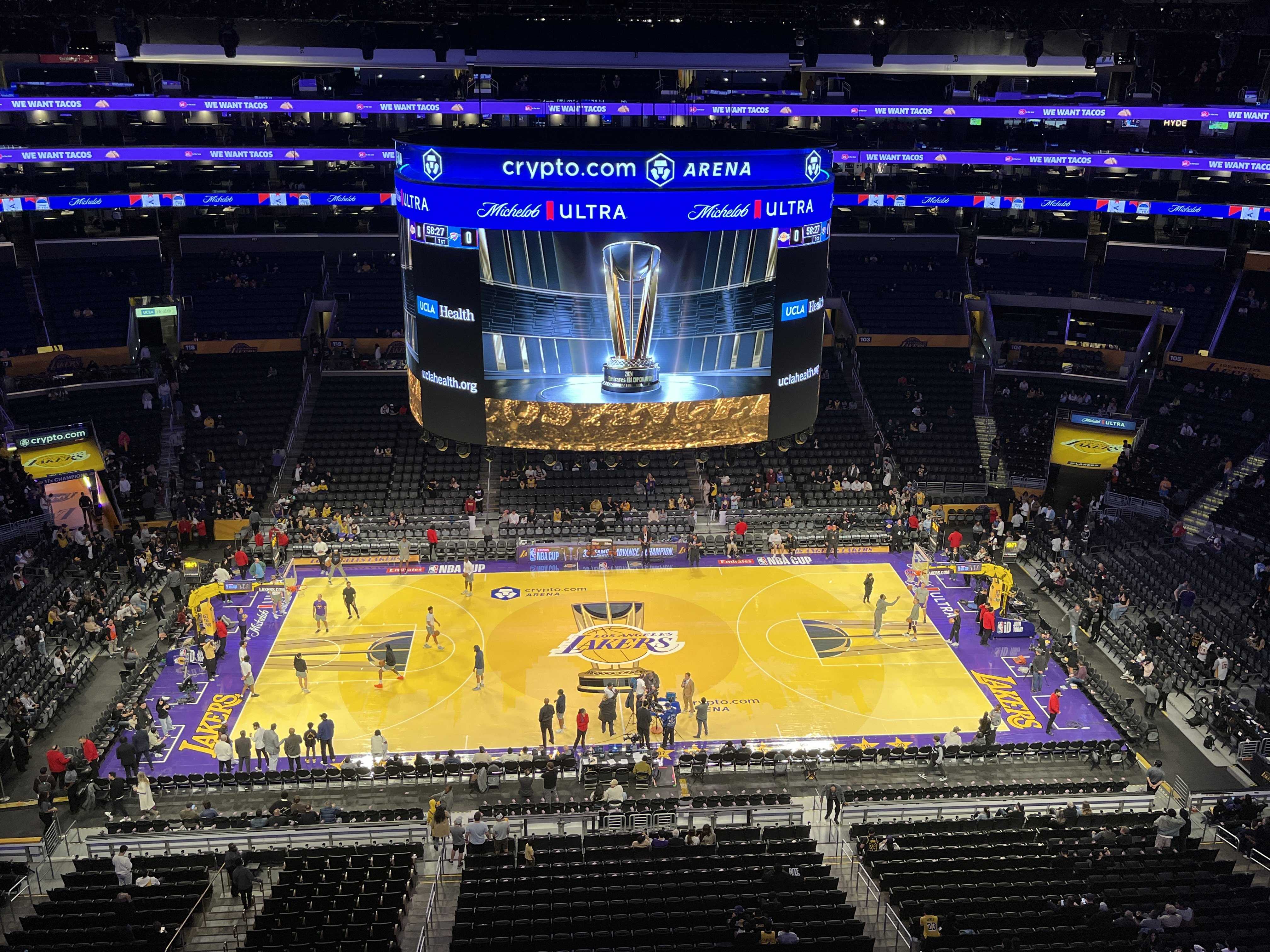
ملعب كأس الدوري الاميركي للمحترفين في مباراة لوس أنجلوس ليكرز في عام 2024

في مباريات كأس الدوري الأمريكي لكرة السلة، ترتدي الفرق المستضيفة زي البيان بينما ترتدي الفرق الزائرة زي الأساس.
تُلعب مباريات الكأس في ملاعب كرة سلة مصممة خصيصًا لهذا الحدث، وتختلف هذه الملاعب عن ملاعب الموسم العادي حيث تتميز بأرضية خشب القيقب المطلية بالكامل، مع ثلاث دوائر متحدة المركز. يُعرض كأس الدوري في منتصف الملعب، كما تُرسم ظلال الكأس أيضًا على مناطق الرميات الحرة. وتتميز تصميمات الملاعب بتباين مع زي "البيان" الخاص بالفريق المستضيف في ذلك الموسم.
في أول بطولة داخل الموسم عام 2023، ارتدت الفرق المستضيفة زي "سيتي" الخاص بها. كما تضمنت الملاعب أرضية من خشب القيقب مطلية بالكامل مع شريط وسط بلون متباين مرسوم من كل جانب لمنطقة الرميات الحرة. وعُرض كأس الدوري في منتصف الملعب، كما رُسمت ظلال الكأس على مناطق الرميات الحرة. واستندت تصميمات الملاعب إلى زي "سيتي" الخاص بالفريق المستضيف في ذلك الموسم.
لم تتمكن جميع الفرق من اللعب على ملاعبها الجديدة الخاصة بكأس الدوري. ففي عام 2023، لعب دالاس مافيريكس مباراتيهما المنزليتين في كأس الدوري على ملاعب كرة سلة تقليدية أكثر بسبب مشاكل في التصنيع أثرت على ملعب كأس الدوري الخاص بهم.
تفاوتت ردود الفعل على تصميمات الملاعب الفريدة؛ إذ صرح مالك المافيريكس مارك كوبان أنه "لم يكن من المعجبين" بهذه الملاعب، رغم أنه اعترف بأنها كانت "فكرة تسويقية رائعة". واشتكى بعض اللاعبين، مثل جيلين براون ولوكا دونتشيتش، من أن الملاعب الجديدة كانت زلقة. كما عبر بعض المشجعين على وسائل التواصل الاجتماعي عن شكواهم من أن الملاعب كانت ساطعة جدًا ومشتتة للانتباه.
بالنسبة لمباريات نصف النهائي والنهائي التي أقيمت في تي موبايل أرينا بمدينة لاس فيغاس، كانت أرضية الملعب زرقاء مع شريط أحمر في الوسط. ومع ذلك، وعلى الرغم من أن لوس أنجلوس ليكرز لعب جميع مباريات البطولة حتى ربع النهائي بزيه الأسود "سيتي"، أُجبر الفريق على ارتداء زي "آيكون" الذهبي في نصف النهائي بسبب عدم التباين الكافي مع أرضية الملعب، وذلك رغم اعتراض لاعبي ليكرز. وتعرض إنديانا بايسرز لنفس القيود.
في نسخة 2024 من نصف النهائي والنهائي، جاء تصميم الملعب مشابهاً للأسلوب الجمالي لملاعب كأس الدوري الخاصة بالفرق لذلك العام، مع أنماط الأقواس التي تكمل الدوائر الثلاث متحدة المركز، وتدرجات الأزرق والأحمر التي تمثل مؤتمري الشرق والغرب على التوالي.

## التأثير على الموسم العادي
باستثناء مباراة النهائي، تُحتسب جميع مباريات البطولة ضمن مباريات الموسم العادي.
ولتكييف الجدول مع اختلاف عدد المباريات التي تلعبها الفرق، عُدّل نظام جدول مباريات الموسم العادي في الدوري الأميركي لكرة السلة (NBA) بحيث يُعلن في البداية عن 80 مباراة فقط لكل فريق قبل انطلاق الموسم، على أن تُعلَن مباراتان إضافيتان لاحقًا:
- تلعب الفرق الـ22 التي لم تتأهل إلى الأدوار الإقصائية في البطولة مباراتين إضافيتين — واحدة على أرضها والأخرى خارج أرضها — ضد فرق أخرى خرجت من البطولة قبل الأدوار الإقصائية. وتُقام هذه المباريات خلال فترة الأدوار الإقصائية، في أيام لا تُجرى فيها مباريات من بطولة كأس الـإن بي أي.

- الفرق الأربعة التي تُقصى في دور ربع النهائي ستلعب مباراة إضافية ضد خصم من نفس المؤتمر، وتُقام هذه المباراة في اليوم السابق لمباراة نهائي البطولة.

## الفائزون
تشير الأقواس الأولى في عمود بطلي الغرب والشرق إلى تصنيف الفريق في الأدوار الإقصائية (Playoff Seed). وتشير الأقواس الثانية إلى عدد المرات التي ظهر فيها كل فريق في نهائي كأس الإن بي أي، بالإضافة إلى سجله في النهائيات حتى الآن.
| غامق | الفريق الفائز بكأس الإن بي أي |

| الموسم  | التاريخ        | بطل الغرب                         | المدرب       | النتيجة | بطل الشرق                   | المدرب      | أفضل لاعب في البطولة | عدد المشاهدين في الولايات المتحدة | المرجع        |
| ------- | -------------- | --------------------------------- | ------------ | ------- | --------------------------- | ----------- | -------------------- | --------------------------------- | ------------- |
| 2023–24 | 2023 ديسمبر 09 | لوس أنجلوس ليكرز (1) (1، 0–1)     | دارفين هام   | 123–109 | إنديانا بايسرز (2) (1، 0–1) | ريك كارلايل | ليبرون جيمس          | 4.58 مليون                        | [ 30 ] [ 31 ] |
| 2024–25 | 2024 ديسمبر 17 | أوكلاهوما سيتي ثاندر (1) (1، 0–1) | مارك ديغنولت | 81–97   | ميلووكي باكس (1) (1، 1–0)   | دوك ريفرز   | يانيس أنتيتوكونمبو   | 2.99 مليون                        | [ 33 ] [ 34 ] |

### النتائج حسب الفريق
| الفريق               | فوز | خسارة | عدد المشاركات | نسبة الفوز | السنة/السنوات التي فاز بها | السنة/السنوات التي خسر بها |
| -------------------- | --- | ----- | ------------- | ---------- | -------------------------- | -------------------------- |
| لوس أنجلوس ليكرز     | 1   | 0     | 1             | 1.000      | 2023                       | —                          |
| ميلووكي باكس         | 1   | 0     | 1             | 1.000      | 2024                       | —                          |
| إنديانا بايسرز       | 0   | 1     | 1             | .000       | —                          | 2023                       |
| أوكلاهوما سيتي ثاندر | 0   | 1     | 1             | .000       | —                          | 2024                       |

## الجوائز
بعد انتهاء البطولة، تُقدِّم الرابطة جائزة كأس إن بي أي، وجائزة أفضل لاعب في كأس إن بي أي، ميداليات البطولة، وفريق البطولة المثالي (All-Tournament Team).

### الكأس
يحصل الفريق الفائز بالبطولة على كأس إن بي أي. وقد صُمِّم الكأس بواسطة فيكتور سولومون، وصُنِع من قِبل شركة تيفاني أند كومباني. يبلغ وزن الكأس 35 رطلاً (16 كغم)، وهو مصنوع من الفضة الإسترلينية، ومُطليّ بـذهب عيار 24 قيراطًا، ومغطى بالسيراميك الأسود. يبلغ ارتفاعه 58 سم، في إشارة إلى العام الذي أُنشئت فيه البطولة.
يتميّز التصميم بكأس سوداء تُحيط بها ثمانية أعمدة ذهبية، مع قاعدة مستوحاة من كؤوس بطولات المؤتمرات الجديدة. وترمز الأعمدة الذهبية الثمانية إلى الفرق الثمانية التي تتأهل إلى مرحلة خروج المغلوب، في حين تحتوي القاعدة على 30 فتحة على شكل شبكة، تمثل الفرق الثلاثين المشاركة في الدوري.

### فريق كأس إن بي أي المثالي وجوائز أفضل لاعب
يُحدَّد الفائز بجائزة أفضل لاعب في كأس إن بي أي من قِبل أعضاء لجنة إعلامية مختارة، بالإضافة إلى تصويت الجماهير عبر الإنترنت. في النسخة الافتتاحية من البطولة، تم تحديد 20 صوتًا من قبل أعضاء اللجنة الإعلامية، بينما حُسمت 5 أصوات من خلال تصويت الجماهير.
اللاعبون المكتوب أسماؤهم بخط عريض هم حاملو لقب أفضل لاعب في كأس إن بي أي. أما الأرقام الموضوعة بين قوسين فتمثل عدد مرات اختيار اللاعب ضمن فريق كأس إن بي أي المثالي حتى تلك السنة (شاملةً لها).
| السنة | اللاعبون               | الفرق                | المرجع        |
| ----- | ---------------------- | -------------------- | ------------- |
| 2023  | يانيس أنتيتوكونمبو     | ميلووكي باكس         | [ 38 ] [ 39 ] |
| 2023  | أنتوني ديفيس           | لوس أنجلوس ليكرز     | [ 38 ] [ 39 ] |
| 2023  | كيفن دورانت            | فينيكس صنز           | [ 38 ] [ 39 ] |
| 2023  | تيريز هاليبورتون       | إنديانا بايسرز       | [ 38 ] [ 39 ] |
| 2023  | ليبرون جيمس            | لوس أنجلوس ليكرز     | [ 38 ] [ 39 ] |
| 2024  | يانيس أنتيتوكونمبو (2) | ميلووكي باكس         | [ 40 ] [ 41 ] |
| 2024  | شاى جيلجيوس إليكسندر   | أوكلاهوما سيتي ثاندر | [ 40 ] [ 41 ] |
| 2024  | داميان ليلارد          | ميلووكي باكس         | [ 40 ] [ 41 ] |
| 2024  | ألبرين شينغون          | هيوستن روكتس         | [ 40 ] [ 41 ] |
| 2024  | تراي يونغ              | أتلانتا هوكس         | [ 40 ] [ 41 ] |